# Jordy Douglas
Jordy Paul Douglas (* 20. Januar 1958 in Winnipeg, Manitoba) ist ein ehemaliger kanadischer Eishockeyspieler, der im Verlauf seiner aktiven Karriere zwischen 1975 und 1987 unter anderem 274 Spiele für die Hartford Whalers, Minnesota North Stars und Winnipeg Jets in der National Hockey League (NHL) sowie 61 weitere für die New England Whalers in der World Hockey Association (WHA) auf der Position des linken Flügelstürmers bestritten hat.

## Karriere
Douglas verbrachte seine Juniorenkarriere zwischen 1975 und 1978 bei den Flin Flon Bombers in der Western Canada Hockey League (WCHL). Während der drei Jahre in der WCHL absolvierte der Stürmer insgesamt 219 Partien für die Bombers, in denen er 249 Scorerpunkte sammelte. Folglich wurde er im NHL Amateur Draft 1978 in der fünften Runde an 81. Stelle von den Toronto Maple Leafs aus der National Hockey League (NHL) ausgewählt.
Der junge Kanadier wechselte nach Abschluss seiner Juniorenkarriere im Sommer 1978 jedoch nicht in die NHL, sondern hatte zum Zeitpunkt des Drafts bereits im Mai 1978 als Free Agent einen Vertrag bei den New England Whalers aus der zu dieser Zeit mit der NHL in Konkurrenz stehenden World Hockey Association (WHA) unterzeichnet. Bei den Whalers absolvierte Douglas in der Saison 1978/79 seine Rookiespielzeit im Profibereich, die zugleich die letzte vor der Auflösung der WHA war. Mit der Auflösung der World Hockey Association nach dem Spieljahr 1978/79 und der Aufnahme des nun unter dem Namen Hartford Whalers firmierenden Franchises in die NHL zur Saison 1979/80 kam es im Vorfeld des NHL Expansion Draft 1979 zu einem Interessenkonflikt zwischen den Whalers und den Toronto Maple Leafs, die Douglas’ NHL-Transferrechte seit dem Vorjahresdraft gehalten hatten. Die Maple Leafs beriefen sich zunächst auf ihr Vorrecht und forderten die Dienste des Kanadiers ein, jedoch entschied sich Hartford daraufhin den Offensivspieler als eine ihrer drei möglichen Priority Selections zu schützen, sodass er über den Expansion Draft hinaus ihr Eigentum blieb und somit mit dem Team in seine erste NHL-Saison ging. In dieser Saison absolvierte Douglas mit 57 Punkten, darunter 33 Tore, in 77 Partien seine mit Abstand beste NHL-Spielzeit. Mit dem Ende der Saison 1979/80 bis zum Ende des Spieljahres 1981/82 hatte der Kanadier jedoch immer wieder mit Verletzungen zu kämpfen, so dass er im Verlauf der zwei Spielzeiten lediglich 85 Spiele für Hartford absolvierte.
Anfang Oktober 1982 wurde Douglas gemeinsam mit einem Fünftrunden-Wahlrecht im NHL Entry Draft 1984 im Tausch für Mark Johnson und Kent-Erik Andersson zu den Minnesota North Stars transferiert. Er blieb dort in der Spielzeit 1982/83 nahezu verletzungsfrei und absolvierte 68 Partien. Nachdem der Angreifer im Folgejahr bis zum Januar 1984 nur 14 Partien für die North Stars bestritten hatte, wurde er an die Winnipeg Jets abgegeben. Im Gegenzug wechselte Tim Trimper nach Minnesota. Bei den Jets kam Douglas aber auch nur sporadisch zu Einsätzen und wurde zum Beginn der Saison 1984/85 in die American Hockey League (AHL) zu Winnipegs Farmteam Canadiens de Sherbrooke geschickt. Dort verbrachte er den Großteil des Spieljahres. Schließlich ließ der Kanadier seine Karriere zwischen 1985 und 1987 in der finnischen SM-liiga beim Traditionsklub Tampereen Ilves ausklingen. In seinem ersten Ligajahr war er mit 36 Toren hinter Arto Javanainen der zweitbeste Torschütze der Hauptrunde, konnte aber die meisten Tore im Powerplay sowie spielentscheidenden Treffer aufweisen. Im Sommer 1987 beendete der 29-Jährige seine aktive Karriere.

## Karrierestatistik
(Legende zur Spielerstatistik: Sp oder GP = absolvierte Spiele; T oder G = erzielte Tore; V oder A = erzielte Assists; Pkt oder Pts = erzielte Scorerpunkte; SM oder PIM = erhaltene Strafminuten; +/− = Plus/Minus-Bilanz; PP = erzielte Überzahltore; SH = erzielte Unterzahltore; GW = erzielte Siegtore; 1 Play-downs/Relegation; Kursiv: Statistik nicht vollständig)